# Arbeitsquarantäne
Eine Arbeitsquarantäne ist eine mögliche Maßnahme im Kontext der Bekämpfung einer Epidemie oder Pandemie. Diese Maßnahme wird insbesondere im Zusammenhang mit der COVID-19-Pandemie in Deutschland auf der Grundlage von § 28 des Infektionsschutzgesetzes angewendet.
Über Personen, die nicht eigens zur Arbeitsaufnahme nach Deutschland eingereist sind und die sich sonst in eine häusliche Quarantäne begeben müssten, wird eine Arbeitsquarantäne in der Regel durch Allgemeinverfügungen des zuständigen (Land-)Kreises bzw. der zuständigen kreisfreien Stadt verhängt. Ausnahmsweise wird in diesem Fall der Bereich, in dem sie sich legal aufhalten dürfen, auf bestimmte Bereiche ihrer Arbeitsstätte und auf den Weg von ihrer Wohnstätte dorthin sowie von der Arbeitsstätte zur Wohnstätte ausgedehnt.
Ein Musterbeispiel für eine solche Allgemeinverfügung ist die „Allgemeinverfügung zur Absonderung in sog. häuslicher Quarantäne“ des Kreises Gütersloh in Nordrhein-Westfalen vom 20. Juni 2020.
Eine Arbeitsquarantäne wurde darüber hinaus im Frühjahr 2020 über Personen verhängt, die als Saisonarbeiter (vor allem in der Landwirtschaft) die Erlaubnis erhalten hatten, zur Arbeitsaufnahme nach Deutschland einzureisen. Ähnliche Regelungen gab es auch in Österreich.

## Hintergrund der Sonderregelung

### Plötzlicher Ausfall vieler vor Beginn der Pandemie eingestellter Arbeitskräfte
Das Instrument der Arbeitsquarantäne wird vor allem dann angewendet, wenn die gewohnten Arbeitsabläufe in einer Unternehmung mit einer hohen Anzahl an Infizierten nicht aufrechterhalten werden könnten, falls nicht auch Mitarbeiter eingesetzt würden, die eigentlich einer häuslichen Quarantäne unterworfen werden müssten. Diese Problematik trat zuerst im ersten Halbjahr 2020 in der Fleisch verarbeitenden Industrie in Deutschland auf.
Im ersten Halbjahr 2020 wurde argumentiert, dass eine Arbeitsquarantäne vor allem dann (anstelle einer Betriebsschließung) verfügt werde, wenn der Betrieb Teil einer „kritischen Infrastruktur“ im Sinne des Bundesamts für Bevölkerungsschutz und Katastrophenhilfe ist. Damit sind „Versorgungssysteme unserer Gesellschaft gemeint, ohne die ‚nachhaltig wirkende Versorgungsengpässe, erhebliche Störungen der öffentlichen Sicherheit oder andere dramatische Folgen eintreten würden‘“. So erlaubten es Gesundheitsämter im Herbst 2020 in bestimmten Fällen „systemrelevanten“ Betrieben, Arbeitnehmer ihren Dienst weiter ausüben zu lassen, die entweder positiv auf SARS-CoV-2 getestet worden waren oder zur Gruppe der Kontaktpersonen gehören, über die eigentlich eine häusliche Quarantäne verhängt werden müsste. Über einen solchen Fall bei dem Radiosender Lippewelle Hamm berichtete Antenne Münster am 21. Oktober 2020.
Im Zuge der „zweiten Welle“ der COVID-19-Pandemie ab dem Herbst 2020 nahmen Ausbrüche in Heimen für Senioren, Pflegebedürftige und Menschen mit Behinderung zu. Dadurch verschob sich die Aufmerksamkeit der Öffentlichkeit hin zu den Beschäftigten in den betreffenden Heimen sowie in medizinischen Einrichtungen.

Einer der ersten größeren Ausbrüche in einem Wohnheim für Menschen mit schweren kognitiven Beeinträchtigungen wurde aus Herne am 23. Oktober 2020 gemeldet. Dort hatten sich zwölf von 24 Bewohnern und acht Mitarbeitende mit SARS-CoV-2 infiziert. Zwei Mitarbeiterinnen durften nach einigen Tagen ihre Arbeit in Arbeitsquarantäne wieder aufnehmen. Der COVID-19-bedingte Ausfall infizierter Arbeitskräfte konnte darüber hinaus durch Leiharbeitnehmer ausgeglichen werden.

Über einen COVID-19-Ausbruch in einem Operationsteam eines Krankenhauses berichtete das gemeinsame Onlineportal der Münsterländischen Tageszeitung und der Oldenburgischen Volkszeitung am 2. November 2020. Zwei im Operationsteam des St.-Josefs-Hospitals in Cloppenburg Beschäftigte seien infiziert gewesen, fünf Kontaktpersonen in Quarantäne. Kontaktpersonen, die keine Symptome zeigten, seien weiter unter Schutzkleidung zur Arbeit eingesetzt worden, während sie sich zu Hause und auf dem Weg zur Arbeit hätten isolieren müssen. Laut Aussage des Leiters der Intensivstation müsse infiziertes Fachpersonal für die Behandlung von COVID-19-Patienten erst dann eingesetzt werden, „[w]enn es zum Erhalt des Lebens des Patienten wirklich keine andere als diese letzte Option gibt.“
Eine Arbeitsquarantäne dauert bei Pflegepersonal in Wohnheimen zumeist genau so lange wie die Quarantäne der positiv getesteten alten, pflegebedürftigen und behinderten Menschen.

### Reaktion bei einem anhaltenden Mangel an inländischen Arbeitskräften
Eine Arbeitsquarantäne ist auch ein mögliches Instrument zur Behebung eines akuten Arbeitskräftemangels, wenn für eine Tätigkeit nicht genügend inländische Arbeitskräfte zur Verfügung stehen. In diesem Fall soll eine Arbeitsquarantäne das Risiko einer „Einschleppung“ des Pandemie-Erregers aus dem Ausland und einer Ausbreitung im Inland verringern.

## Geschichte

### Fallgruppe: Vor der COVID-19-Pandemie in Deutschland Wohnende
Im Zusammenhang mit Arbeitnehmern, die bereits vor Beginn der COVID-19-Krise in Deutschland lebten, erwähnte am 16. März 2020 die DWA Nord die Möglichkeit einer Arbeitsquarantäne: „Eine  Möglichkeit den Betrieb aufrechtzuerhalten könnte auch sein - in Absprache mit dem zuständigen Gesundheitsamt - Personen[,] die als Kontaktpersonen der Kategorie I eigentlich in häusliche Quarantäne müssen, unter strengen Auflagen für Arbeitstätigkeiten zuzulassen (‚Arbeitsquarantäne‘). Dies würde dann den regelmäßigen Wechsel zwischen zwei Quarantänebereichen bedeuten.“
Am 21. April 2020 erteilte die Leiterin des Gesundheitsamtes für den Enzkreis und die Stadt Pforzheim die Auskunft, dass Mitarbeiter der Firma Müller Fleisch in Birkenfeld (Württemberg) ausnahmsweise „arbeiten gehen“ dürften, wenn sie nicht positiv auf SARS-CoV-2 getestet worden seien.
Bekannt wurde die Möglichkeit der Anordnung einer Arbeitsquarantäne insbesondere durch den Ausbruch von COVID-19 im Stammwerk der Tönnies Holding in Rheda-Wiedenbrück im ostwestfälischen Kreis Gütersloh. Im Juni 2020 ergaben behördlich angeordnete Massentests auf das SARS-CoV-2-Virus, dass sich im Tönnies-Stammwerk von 6139 getesteten Tönnies-Werksmitarbeitern 1413 Arbeitnehmer infiziert hatten, ebenso wie weitere 353 Personen im Umfeld dieser Beschäftigten, insgesamt also 1766 Personen. Es zeigte sich, dass die Produktionskette von der Ferkelzucht über die Schweinezucht und -schlachtung bis hin zur Aufbereitung verkaufsbereiter Fleischwaren empfindlich gestört würde, wenn man einen Großbetrieb wie den in Rheda-Wiedenbrück über Wochen mit der Begründung stilllegen würde, dass nicht genügend Arbeitskräfte zur Verfügung stünden, die nicht quarantänepflichtig wären, und dass das Infektionsrisiko im Betrieb zu groß sei.
Eine Art „Arbeitsquarantäne“ gibt es auch für Viehzüchter, deren Ställe sich in unmittelbarer Nähe ihrer Wohnung befinden. Das Bayerische Landwirtschaftliche Wochenblatt stellte klar, dass auch in häuslicher Quarantäne befindliche Landwirte das Recht hätten, ihre eigenen Tiere regelmäßig zu versorgen und andere Arbeiten auf ihrem Hof zu erledigen, wenn sie garantieren könnten, dabei nicht in Kontakt zu Betriebsfremden zu geraten. Anderslautende Informationen aus Kärnten beruhten, so das „Wochenblatt“, auf einer Fehlinterpretation von Vorgaben der Exekutive in Österreich. Denn „[u]nter den Versuchsbedingungen zeigten sich weder Schweine noch Hühner als empfänglich für eine Infektion mit SARS-CoV-2.“
Die Gewerkschaft ver.di berichtete im November 2020 davon, dass es Pflegekräfte gebe, denen eine Quarantäne verordnet worden sei, die aber auf Anweisung ihrer Vorgesetzten weiterarbeiten müssten. Derartige Praktiken lehnt ver.di ab. Darüber hinaus gefährde eine Arbeitsquarantäne bei Pflegekräften nicht nur die Gesundheit der Beschäftigten, sondern „auch die vulnerablen Gruppen, also Patienten, Pflegebedürftige und Menschen mit Behinderung.“

### Fallgruppe: Im Frühjahr 2020 eingereiste Saisonarbeiter
Im Zusammenhang mit Erntehelfern, die, aus ihren Heimatstaaten kommend, in Deutschland und Österreich als Saisonarbeiter tätig wurden und sich nach ihrer Einreise einer vierzehntägigen Arbeitsquarantäne unterziehen mussten, wurde der Begriff Arbeitsquarantäne ab April 2020 benutzt. Das Bundesministerium des Innern (BMI) und  das Bundesministerium für Ernährung und Landwirtschaft (BMEL) legten Anfang April 2020 fest, dass für die Monate April und Mai jeweils 40.000 osteuropäische  Saisonarbeitskräfte mit entsprechenden Auflagen, darunter einer 14-tägigen Arbeitsquarantäne, nach Deutschland einreisen durften.

## Sprachwandel
In einer ausführlichen Analyse „Das Coronavirus und das deutsche Arbeitsrecht: Arbeitsrechtliche Rechte und Pflichten bei Quarantäne“ von Anfang März 2020 wird der Begriff Arbeitsquarantäne noch nicht benutzt. Von Mobilitätseinschränkungen Infektionsverdächtiger außerhalb des Dienstes durch das zuständige Gesundheitsamt ist in dieser Analyse nicht die Rede.

## Arbeitsmöglichkeit vs. Arbeitspflicht
Noch am 23. April 2020 verwendeten die Ministerien für Umwelt, Landwirtschaft, Natur- und Verbraucherschutz sowie für Arbeit, Gesundheit und Soziales des Landes Nordrhein-Westfalen in ihrer gemeinsam herausgegebenen „Handlungshilfe zum Schutz vor Ansteckung mit dem Coronavirus bei der Saisonarbeit in der Landwirtschaft“ den Begriff faktische Quarantäne bei gleichzeitiger Arbeitsmöglichkeit. Am 8. Mai 2020 übernahm das Landwirtschaftsministerium den Begriff Arbeitsquarantäne, den zuvor Bundesministerien verwendet hatten. Die ältere Formulierung „Arbeitsmöglichkeit“ soll verdeutlichen, dass es sich bei Arbeiten im Kontext einer Arbeitsquarantäne nicht um eine Form der Zwangsarbeit handele. Kritiker unterstellten der Landesregierung die Absicht, eine solche ermöglichen zu wollen.
Von Plänen, Ärzte und die Pfleger durch ein Gesetz zwingen zu können, sich an Schritten zur Bekämpfung der Notsituation zu beteiligen, rückte die Landesregierung Nordrhein-Westfalen im April 2020 ebenso ab wie im Juni 2020 die niedersächsische Landesregierung von vergleichbaren Plänen.
Eine gesetzlich oder behördlich angeordnete Arbeitspflicht für einzelne Arbeitskräfte zur Verhinderung des Zusammenbruchs kritischer Infrastrukturen wäre laut den Wissenschaftlichen Diensten des Deutschen Bundestags mit dem deutschen Grundgesetz nicht vereinbar. Als Grundsatz gilt, dass niemand zu einer bestimmten Arbeit gezwungen werden darf (Verbot des Arbeitszwangs gemäß Art. 12 Abs. 2 1. Halbsatz GG).

## Bewertung
Anlässlich eines Ausbruchs bei der Tönnies-Tochter Weidemark in Sögel im niedersächsischen Landkreis Emsland im Oktober 2020 bewertete die niedersächsische Sozialministerin Carola Reimann (SPD) Arbeitsquarantänen als einen „guten Kompromiss“.
Laut der gewerkschaftsnahen Hans Böckler Stiftung ist die Praxis der Arbeitsquarantäne in der Lebensmittelindustrie eine Konsequenz eines Geschäftsmodells, das wesentlich auf der Arbeit vor allem osteuropäischer Werksvertragsarbeiter beruht. Diese wohnten in beengten Sammelunterkünften, wo es de facto keine Möglichkeit zu einer echten Quarantäne gebe. Aus dieser Lage heraus sei es zu dem ersten großen COVID-19-Ausbruch in der Fleisch verarbeitenden Industrie in Deutschland (bei der Firma Müller Fleisch in Birkenfeld) gekommen. Ein Drittel der 1200 Arbeitnehmer seien dort positiv auf SARS-CoV-2 getestet worden. Darauf sei das Landratsamt des Enzkreises auf die Idee gekommen, eine Arbeitsquarantäne zuzulassen. Der DGB kritisiert generell das Instrument der Arbeitsquarantäne, da es besser wäre, wenn die Beschäftigten, wie normalerweise üblich, zu Hause bleiben dürften, um so ihre Gesundheit nicht weiterhin aufs Spiel zu setzen.
Die Fraktion der Grünen im Niedersächsischen Landtag vertritt die Auffassung, dass „‚Arbeitsquarantäne‘ und Sonntagsarbeit Eingriffe in die Lebensverhältnisse der Mitarbeiter*innen“ seien und „nicht einfach aufgezwungen werden“ dürften. Der schleswig-holsteinische Landwirtschaftsminister Jan Philipp Albrecht (Die Grünen) appellierte an Landespolitiker in Niedersachsen und Nordrhein-Westfalen, für hinreichend große Schlachtkapazitäten zu sorgen, da es in Schleswig-Holstein am 13. Oktober 2020 bereits einen Überhang von 30.000 Schlachtschweinen gebe, die nicht in dem Land geschlachtet werden könnten.
Die Partei Die Linke Niedersachsen bewertet den Begriff Arbeitsquarantäne als Euphemismus. Es handele sich um „eine Freizeitquarantäne, welche die Menschen drei Wochen lang vom normalen Alltag regelrecht ausschließt. Alles im Sinne der wirtschaftlichen Verwertbarkeit.“
Der Zentralverband der deutschen Geflügelwirtschaft forderte am 23. Juli 2020, dass die Politik und die öffentliche Verwaltung in Mitgliedsbetrieben, die von einem COVID-19-Ausbruch betroffen seien, „eine betriebsspezifische, kontrollierte Arbeitsquarantäne“ ermöglichen sollten.
Am 27. Oktober 2020 beklagte sich die Interessengemeinschaft der Schweinehalter Deutschlands darüber, dass die Schlachtkapazitäten in Schlachthöfen generell stark reduziert worden seien, was deshalb ein Problem sei, weil inzwischen  500.000 Schweine schlachtreif seien. Um ein Größerwerden des „Schweinestaus“ in Zuchtbetrieben zu verhindern, müsse den Schlachtbetrieben, in denen es im Jahr 2020 COVID-19-Ausbrüche gegeben habe (genannt werden Tönnies in Rheda-Wiedenbrück, Weidemark in Sögel und Vion N. V. in Emstek) erlaubt werden, annähernd so viele Tiere zu schlachten wie vor der COVID-19-Krise. Da der Markt für Arbeitskräfte in der Fleischbranche „leergefegt“ sei, müsse es möglichst vielen Arbeitswilligen erlaubt werden, an Schlachtungen mitzuwirken. Vor allem der „Schweinestau“ führte dazu, dass die niedersächsische Landesregierung unter Federführung der Landwirtschaftsministerin Barbara Otte-Kinast (CDU) die Praktizierung der Arbeitsquarantäne in niedersächsischen Schlachthöfen genehmigte, wenn auch nicht in dem von der IGSD geforderten Umfang.
Die Gewerkschaft ver.di kritisiert im Zusammenhang mit der Arbeitsquarantäne für Arbeitnehmer, die Patienten, Pflegebedürftige und Menschen mit Behinderung betreuen, dass der Staat durch das Infektionsschutzgesetz und Anordnungen der staatlichen Exekutive massiv in Mitbestimmungsrechte eingreife, die Arbeitnehmern in Deutschland zustünden. Mitbestimmungsrechte würden durch das Betriebsverfassungsgesetz (BetrVG), das Personalvertretungsgesetz des Bundes (BPersVG), die Personalvertretungsgesetzen der Länder (LPersVG) sowie (bei konfessionellen Einrichtungen) das Mitarbeitervertretungsgesetz (MVG.EKD) für den evangelischen Bereich und die Mitarbeitervertretungs-Ordnung (MAVO) für den katholischen Bereich garantiert.